# Clomot
Clomot é uma comuna francesa na região administrativa da Borgonha-Franco-Condado, no departamento de Côte-d'Or. Estende-se por uma área de 8,71 km². Em 2010 a comuna tinha 141 habitantes (densidade: 16,2 hab./km²).